# Sanga (raza bovina)
El vacuno Sanga identifica a un integrante de una de las razas de ganado bovino nativas de la región del Sur de África. A varios de los componentes de este conjunto de bovinos genéticamente diferenciados se los cría en gran parte del mundo al poseer cualidades ventajosas en la producción de leche y carne de aceptable calidad en situaciones desfavorables o limitantes para otras razas.
El grupo Sanga se compone de vacunos de tipo intermedio, pues su origen primitivo partió del cruzamiento de razas locales sin giba con ganado cebú traído de Asia. Si bien la antigüedad de este cruce es aún tema de amplio debate, para algunos autores el origen del cruzamiento que produjo al grupo Sanga se remonta a 3550 AP. 

## Historia
«Ganado Sanga» es el nombre colectivo de un grupo de razas de ganado vacuno nativas de Sudáfrica y alrededores. Se los suele identificar con la subespecie Bos primigenius africanus (Bos taurus africanus) la cual incluye la mayor parte de las razas vacunas africanas.
El perfil del cuerpo indica que la posible herencia fenotípica es una mixtura entre los animales con cuernos laterales y con giba en el cuello por un lado —del tipo cebuino—, y el brachyceros tipo Shorthorn sin giba, originado en Europa.

### Origen

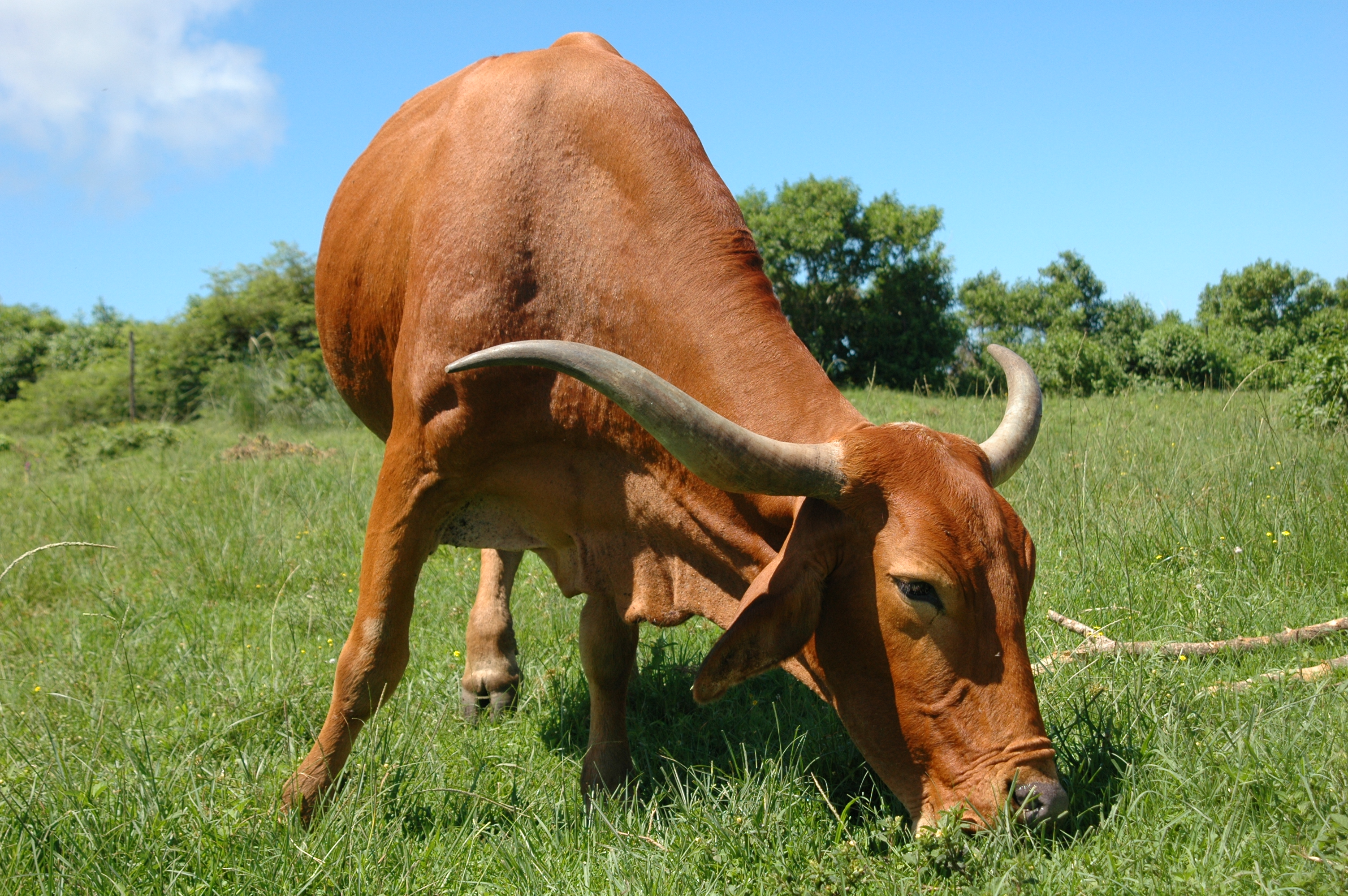
Ejemplar de la raza Afrikander.

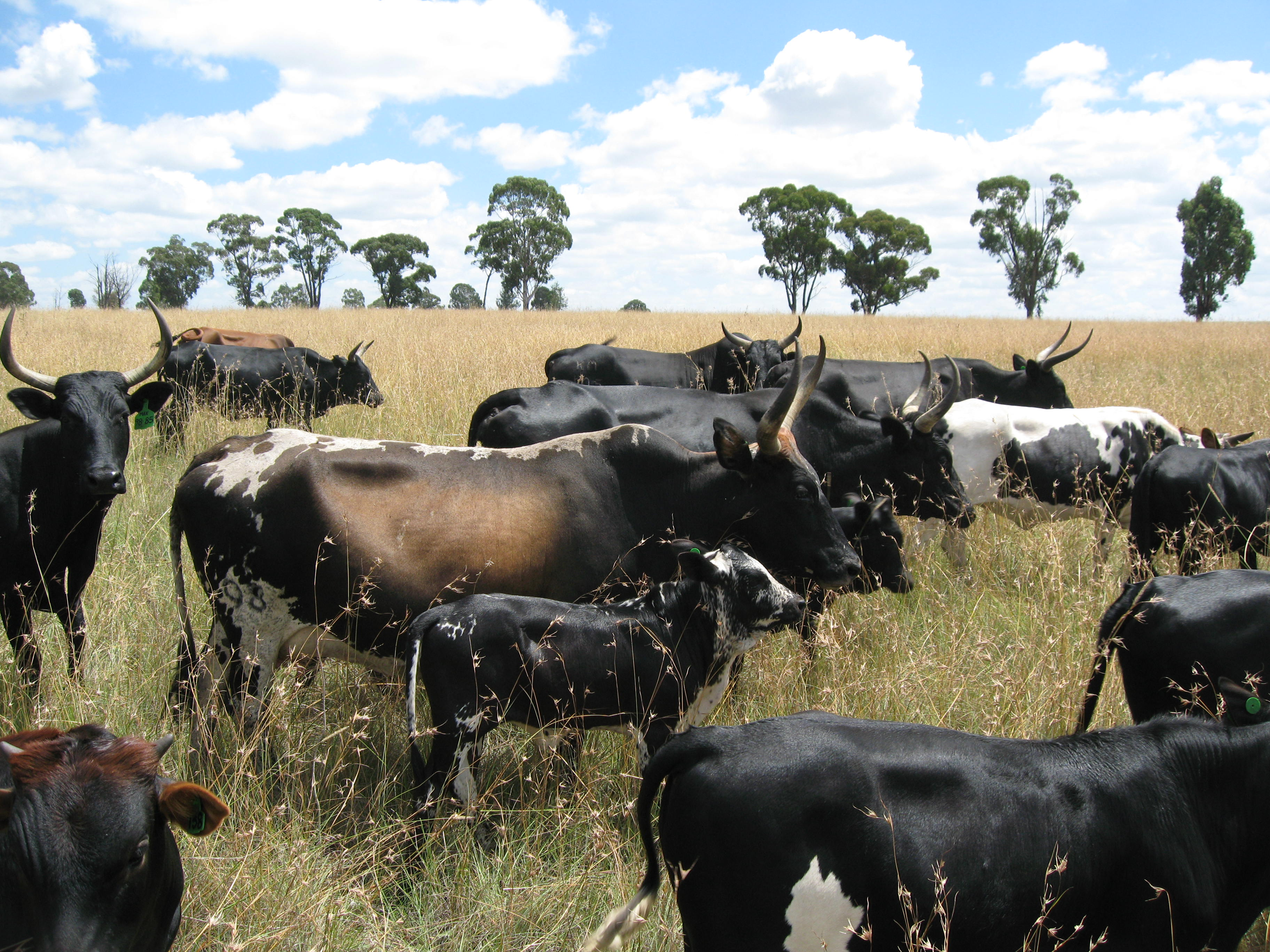
Ejemplares de la raza Nguni, ecotipo Makatini.

La evidencia de mayor antigüedad sobre la presencia de ganado vacuno en África se colectó en el noroeste del continente, en territorio que hoy pertenece a Níger, fechado con 7000 años AP. Sin embargo, la primitiva procedencia de la rama del grupo Sanga al parecer se originó alrededor del 3550 AP en la región del oeste de Etiopía y Somalia. Sea cual sea el origen del ganado Sanga, es seguro que posteriormente emigró, junto a sus propietarios nómadas, hacia el sudoeste y sur del continente. Esta migración fue complicada ya que tuvieron que atravesar las zonas más afectadas por enfermadades vacunas de todo el mundo. Se cree que el cinturón geográfico dominado por la mosca tsetsé solo se pudo superar pasando justo al oeste de las Cataratas Victoria. El ganado Sanga entró finalmente a la región del sur de África hacia el 2450 AP.

## Características
Estas razas se caracterizan por poseer cuernos en forma de lira con un núcleo cilíndrico. También presentan las gibas situadas en la región cérvico-torácica de pequeño tamaño, contrastando con las del ganado cebú el cual exhibe gibas de gran tamaño.   

## Relaciones cromosómicas
Los estudios cromosómicos muestran que el ganado Sanga tiene los mismos cromosomas submetacéntricos «Y» —un brazo es ligeramente más corto que el otro— que el ganado Bos primigenius taurus europeo. Esto contrasta con los cromosomas acrocéntricos «Y» —un brazo es muy corto y el otro largo— que por lo general se encuentran en el ganado Bos primigenius indicus. Debido a la capacidad de adaptación, anatomía, y fisiología, el grupo fue clasificado como Bos primigenius africanus, más relacionado con el ganado europeo que con el del sudeste asiático.

## Ecotipos y razas vacunas del grupo Sanga
Son múltiples las razas vacunas y ecotipos de este colectivo, algunas son razas de origen sintético, fruto del producto de razas Sanga y razas europeas, buscando líneas de superior rusticidad, adecuadas para climas cálidos, sin perder demasiada calidad cárnica, como sí suele ocurrir al cruzar razas europeas con índicas. Estos son los ecotipos y razas vacunas del grupo Sanga:
- Afrikander
- Ankole-Watusi
- Bapedi (de Lesoto)
- Bonsmara (raza desarrollada en la década de 1940 en Sudáfrica)
- Drakenberger
- Mashona (de Mozambique)
- Mashona (de Zimbabue)
- Nguni de (Sudáfrica)
- Nkone (de Zimbabue)
- Red Fulani
- Sanga de Namibia (de Namibia)
- Tswana (de Botsuana)
- Tuli